# Krankenpflegegesetz (Deutschland)
Gesetze zur Krankenpflege gibt es in fast allen Industriestaaten und auch den meisten Entwicklungsländern.
In Deutschland war eine solche Regelung das Gesetz über die Berufe in der Krankenpflege (Krankenpflegegesetz – KrPflG). In seiner jetzigen Fassung trat es am 1. Januar 2004 in Kraft und am 31. Dezember 2019 außer Kraft. Es wurde durch das Pflegeberufereformgesetz und das darin als Artikel 1 enthaltene Pflegeberufegesetz ersetzt.
Das KrPflG regelte die Erlaubnis zum Führen der Berufsbezeichnungen
- Gesundheits- und Krankenpflegerin bzw. -pfleger (die seit etwa 2000 auch in Österreich üblich ist, Abkürzung GuK)
- Gesundheits- und Kinderkrankenpflegerin bzw. -pfleger (Abkürzung GuKiK)

und die Gesundheits- und Krankenpflege/Kinderkrankenpflegeausbildung; außerdem die Anerkennung gleichwertiger Ausbildungen in der EU. Die Ausbildung zum Gesundheits- und Krankenpflegehelferin bzw. -er wurde jetzt nicht mehr über ein Bundesgesetz, sondern über Landesgesetze geregelt. Die Geltung des Berufsbildungsgesetzes (BBiG) wurde hierfür aufgehoben.
Das bis 2019 aktuelle KrPflG ersetzte die Fassung vom 4. Juni 1985 (BGBl. I S. 893), die zuletzt im Jahr 2002 modifiziert worden war.

## Inhalt des Gesetzes

### Abschnitt 1 – Erlaubnis zum Führen von Berufsbezeichnungen
- § 1 Führen der Berufsbezeichnungen
- § 2 Voraussetzungen für die Erteilung der Erlaubnis
- § 2a Unterrichtungspflichten

### Abschnitt 2 – Ausbildung
- § 3 Ausbildungsziel – Die Ausbildung für die Pflege soll insbesondere dazu befähigen,
  - 1. die folgenden Aufgaben eigenverantwortlich auszuführen: a) Erhebung und Feststellung des Pflegebedarfs, Pflegeplanung, Organisation, Durchführung und Dokumentation der Pflege, b) Evaluation der Pflege, Sicherung und Entwicklung der Qualität der Pflege, c) Beratung, Anleitung und Unterstützung von zu pflegenden Menschen und ihrer Bezugspersonen in der individuellen Auseinandersetzung mit Gesundheit und Krankheit und d) Einleitung lebenserhaltender Sofortmaßnahmen bis zum Eintreffen der Ärztin oder des Arztes,
  - 2. die folgenden Aufgaben im Rahmen der Mitwirkung auszuführen: a) eigenständige Durchführung ärztlich veranlasster Maßnahmen, b) Maßnahmen der medizinischen Diagnostik, Therapie oder medizinischen Rehabilitation und c) Maßnahmen in Krisen- und Katastrophensituationen, sowie
  - 3. interdisziplinär mit anderen Berufsgruppen zusammenzuarbeiten und dabei multidisziplinäre und berufsübergreifende Lösungen von Gesundheitsproblemen zu entwickeln.
- § 4 Dauer und Struktur der Ausbildung
- § 4a Staatliche Prüfung bei Ausbildungen nach § 4 Abs. 7
- § 5 Voraussetzungen für den Zugang zur Ausbildung
  - 1. dass der Bewerber nicht in gesundheitlicher Hinsicht zur Ausübung des Berufs nach § 2 Abs. 1 Nr. 3 ungeeignet ist und
  - 2. der Realschulabschluss oder eine andere gleichwertige, abgeschlossene Schulbildung oder
  - 2a. den erfolgreichen Abschluss einer sonstigen zehnjährigen allgemeinen Schulausbildung (Punkt 2a vorerst gültig bis Ende Dezember 2017 gültig) oder
  - 3. der Hauptschulabschluss oder eine gleichwertige Schulbildung, zusammen mit
    - a) einer erfolgreich abgeschlossenen Berufsausbildung mit einer vorgesehenen Ausbildungsdauer von mindestens zwei Jahren oder
    - b) einer Erlaubnis als Krankenpflegehelferin oder Krankenpflegehelfer oder einer erfolgreich abgeschlossenen landesrechtlich geregelten Ausbildung von mindestens einjähriger Dauer in der Krankenpflegehilfe oder Altenpflegehilfe.
- § 6 Anrechnung gleichwertiger Ausbildungen
- § 7 Anrechnung von Fehlzeiten
- § 8 Verordnungsermächtigung (siehe Gesetz über die Berufe in der Krankenpflege (Krankenpflegegesetz – KrPflG))

### Abschnitt 3 – Ausbildungsverhältnis
- § 9 Ausbildungsvertrag
- § 10 Pflichten des Trägers der Ausbildung
- § 11 Pflichten der Schülerin und des Schülers
- § 12 Ausbildungsvergütung
- § 13 Probezeit (6 Monate)
- § 14 Ende des Ausbildungsverhältnisses
- § 15 Kündigung des Ausbildungsverhältnisses
- § 16 Beschäftigung im Anschluss an das Ausbildungsverhältnis
- § 17 Nichtigkeit von Vereinbarungen
- § 18 Mitglieder geistlicher Gemeinschaften, Diakonissen, Diakonieschwestern
- § 18a Modellvorhaben nach § 4 Abs. 7

### Abschnitt 4 – Erbringen von Dienstleistungen
- § 19 Dienstleistungserbringer
- § 19a Verwaltungszusammenarbeit
- § 19b Pflichten des Dienstleistungserbringers

### Abschnitt 5 – Zuständigkeiten
- § 20 Aufgaben der zuständigen Behörden

### Abschnitt 6 – Bußgeldvorschriften
- § 21 Ordnungswidrigkeiten

### Abschnitt 7 – Anwendungsvorschriften
- § 22 Nichtanwendung des Berufsbildungsgesetzes (BBiG)
- § 23 Weitergeltung der Erlaubnis zur Führung der Berufsbezeichnungen
- § 24 Weitergeltung staatlicher Anerkennungen von Schulen
- § 25 Erlaubnis bei Vorlage von Nachweisen anderer EWR-Vertragsstaaten
- § 26 Befristung (§ 5 Voraussetzungen für den Zugang zur Ausbildung Nummer 2a tritt am 31. Dezember 2017 außer Kraft)
- § 27 Evaluation

## Ausbildungs- und Prüfungsverordnung für die Berufe in der Krankenpflege
Nach § 8 des Krankenpflegegesetzes hat das Bundesministerium für Gesundheit am 10. November 2003 im Einvernehmen mit dem Bundesministerium für Familie, Senioren, Frauen und Jugend und dem Bundesministerium für Bildung und Forschung die Ausbildungs- und Prüfungsverordnung für die Berufe in der Krankenpflege (KrPflAPrV) erlassen (BGBl. I S. 1442), die die näheren Details, besonders der Prüfungsbestimmungen und Erlaubniserteilungen, regelt.
Neu waren die Ausweitung des theoretischen Unterrichts auf 2100 Stunden und 2500 Stunden praktische Ausbildung, die Praxisanleitung hat nun durch „geeignete Fachkräfte“ (mindestens 200 Stunden berufspädagogische Qualifikation) zu erfolgen und Nachtdienst in der zweiten Ausbildungshälfte zwischen 80 und 120 Stunden. Für die praktischen Ausbildung gibt es nur noch eine grobe Gliederung.
§ 20 KrPflAPrV enthält zudem Sonderregelungen für Inhaberinnen oder Inhaber von Ausbildungsnachweisen aus einem anderen Vertragsstaat des Europäischen Wirtschaftsraums (EWR). Zuletzt zum 1. April 2012 mit dem neuen Gesetz zur Verbesserung der Feststellung und Anerkennung im Ausland erworbener Berufsqualifikationen (BQFGEG) geändert.

## Zukünftige Weiterentwicklung
Im Rahmen eines Gesetzgebungsverfahrens wurde von 2015 bis 2017 über die Zusammenlegung der beiden Ausbildungen mit der Altenpflegeausbildung im Rahmen einer generalistisch ausgerichteten Pflegeausbildung diskutiert. 2017 kam es zur Verabschiedung des Pflegeberufereformgesetzes in Form eines vorläufigen Kompromisses, obwohl es bis zu diesem Zeitpunkt weder in den betroffenen Berufsfeldern noch in der Politik Einigkeit über die Inhalte eines künftigen Lehrplans für die drei Ausbildungsjahre und der Ziele der Berufspraktika in den verschiedenen Berufen gab. Selbst die Finanzierung, die künftig wie in der Krankenpflege über einen Fonds erfolgen soll, war zu dem Zeitpunkt nicht geregelt. Die Abschaffung der Kinderkrankenpflege- und der Altenpflegeausbildungen wurde im Gesetz als zu prüfende Möglichkeit genannt (Evaluation nach 2026). Eine hochschulische Ausbildung nennt das Gesetz als weitere Möglichkeit.